# Зимска бајка (Београд)
Зимска бајка је претпразнична манифестација која се одржава у време Адвента у Београду на води. Почиње 6. децембра и завршава се 5. јануара.